# هانا وليامز (ممثلة)
هانا وليامز (بالإنجليزية: Hannah Williams)‏ هي مغنية وممثلة أمريكية، ولدت في 16 يوليو 1911، وتوفيت في 11 يناير 1973.

## وصلات خارجية
- هانا وليامز على موقع IMDb (الإنجليزية)
- هانا وليامز على موقع قاعدة بيانات برودواي على الإنترنت (الإنجليزية)
- هانا وليامز على موقع قاعدة بيانات الفيلم (الإنجليزية)